# Nintendo Switch 運動
《Nintendo Switch 運動》是一款由任天堂企劃製作本部開發，任天堂發行於任天堂Switch的體育類電子遊戲，於2022年4月29日發售，支援繁簡中文。本作為Wii Sports系列的第四款作品。遊戲前作是《Wii運動》、《Wii 度假勝地》及《Wii 運動俱樂部》。
《Nintendo Switch 運動》在2022年2月10日發布的任天堂直面会中發表。本作與《Wii運動》運作模式相似，以任天堂Switch的Joy-Con代替Wii遥控器進行體感操作。背景設定在一個名為「Spocco Square」虛構的綜合運動設施中，遊戲發售之初推出網球、保齡球、排球、羽毛球、足球和擊劍6種項目，其中排球、羽毛球及足球是本作新增的3款項目。此外，同年11月29日以免费更新的形式推出高爾夫；並於2024年7月10日透過免費更新推出籃球。
該遊戲提供單機和線上多人遊戲。單機遊玩允許最多四名本地玩家一起參與遊戲，其方式《Wii運動》系列中類似。線上模式允許最多兩名本地玩家同時遊玩，並通過網路參與職業聯賽。
除了本作中登場的Sportsmates之外，也能與《Wii運動》相同選擇Mii為玩家所控制的角色。

## 運動項目

### 排球
在2對2的團隊賽中享受協力或對戰的遊戲樂趣。使出發球、接球、托球、殺球、攔網等和隊友合作，把排球朝著球網打回去。

### 羽毛球
跨越球網展開激烈的對戰。來回施展緩急有別的各種擊球，可以享受充滿速度感的競賽。

### 保齡球
投擲保齡球以比賽推倒瓶的數量。同時有在球道設置了障礙物的特殊比賽，目標是爭取最高分數。

### 足球
運用巨大的球來進行4vs4的團隊賽或1vs1的個人賽。在使用腿部固定帶進行踢球操作的射門對決模式中，可以讓玩家享受更直覺的遊玩體驗。

### 擊劍
互相觀察對方的動作，找出破綻並擊中對手身體的格鬥運動。武器可以從 3 種劍中選擇，手持2 個 Joy-Con 可以操作雙劍。

### 網球
2對2的團隊賽。把網球打越球網以比賽爭取得分。自在地施展擊球以捉弄對手。

### 高爾夫球
收錄來自《Wii運動》系列一共21個球洞。觀察地形和風向，決定高爾夫球的力道與方向後揮桿，目標是以更少的桿數打進球。

### 籃球
在以隊伍組成、進行 2 對 2 對戰的模式中，雙方在攻防交替中運用策略博弈，力圖攻入對方球門。而在可供最多四人同時暢玩的三分球對決模式中，則以遠射的準確度來一決高下。

## 職業聯賽
每項運動各有職業聯賽，在一項運動中進行十場比賽后便可開啟職業聯賽。
職業聯賽在匹配對手時會考慮玩家的等級，優先與相似等級的人對戰。職業聯賽等級分成 E~B+及A（0-29）、S（0-9）、∞（0-49）兩個部分，比賽結束後根據勝負結果和對手等級進行評分升降。
此外，玩家可以選擇暫停每項運動的職業聯賽，暫停期間比賽結果將不影響職業聯賽等級。

## 道具
根據在職業聯賽中的表現可獲得點數以蒐集道具，道具包括服裝、球拍等運動用品。
每系列道具收集期限為三星期。更新後，現行版本已提供收集先前道具的機會，條件為需先收集完成當周最新道具。未加入任天堂Switch Online者，每周最多獲得2件道具。
遊戲中亦有獲得條件不同的特別道具。
- 皇冠 - 各項運動晉升到A聯賽以上（線上遊玩）
- 親密裝扮 - 雙人遊玩30次以上（線上遊玩或離線遊玩）
- 新手運動衣 - 各項運動遊玩15次以上（線上遊玩或離線遊玩）
- 黃金運動衣（離線遊玩）
  - 排球 - 打倒了超強的電腦
  - 羽毛球 - 打倒了超強的電腦
  - 保齡球 - 總分200分以上
  - 足球 - 打倒了超強的電腦
  - 擊劍 - 打倒了超強的電腦
  - 網球 - 打倒了超強的電腦
  - 高爾夫球 - 在18洞中低於標準桿
  - 籃球 - 打倒了超強的電腦

## 反響
| 汇总媒体   | 得分   |
| ---------- | ------ |
| Metacritic | 72/100 |

| 媒体           | 得分   |
| -------------- | ------ |
| Game Informer  | 7.5/10 |
| GamesRadar+    | [ 16 ] |
| GameSpot       | 7/10   |
| IGN            | 7/10   |
| Nintendo Life  | [ 19 ] |
| 任天堂世界报道 | 8/10   |

该游戏在日本首周售出近19万份，在周销售榜上排行第一。同時，该游戏在英国、韩国和台湾等地的周销售榜上亦名列前茅。在美国，仅根据实體销售榜，该游戏在4月份的排行榜上名列第五，成为该月第二畅销的新遊戲，仅次于《乐高星球大战：天行者传奇》。
截至2025年5月8日，《Nintendo Switch 運動》已在全球售出1,627万份，在任天堂Switch平台上排行第11名。